# Jeremy Webb
Pour les articles homonymes, voir Webb.
Jeremy Webb est un réalisateur de télévision britannique. Il est principalement connu pour son travail sur les séries Casualty, Merlin et Downton Abbey.

## Filmographie

### Réalisateur
- 1997 : Lloyds Bank Channel 4 Film Challenge (1 épisode)
- 2000 : Grange Hill (4 épisodes)
- 2002-2004 : Casualty (9 épisodes)
- 2003 : Ultimate Force (2 épisodes)
- 2005 : No Angels (3 épisodes)
- 2005 : All About George (3 épisodes)
- 2006 : Life Begins (3 épisodes)
- 2006 : What We Did on Our Holidays
- 2007 : True Dare Kiss (3 épisodes)
- 2008 : Moving Wallpaper (3 épisodes)
- 2008-2011 : Merlin (15 épisodes)
- 2011 : Doctor Who (2 épisodes)
- 2011 : Doctor Who Confidential (1 épisode)
- 2012 : Silk (2 épisodes)
- 2012 : Downton Abbey (2 épisodes)
- 2013 : Our Men (3 épisodes)
- 2021 : Shadow and Bone : La saga Grisha (2 épisodes)
- 2023 : The Last of Us (2 épisodes)[1]

## Nominations
- 2013 : British Academy Television Award de la meilleure série dramatique pour Silk
- 2013 : Primetime Emmy Award de la meilleure réalisation pour une série télévisée dramatique pour l'épisode Episode 4 de Downton Abbey